# Дом Корана
Дом Кора́на (араб. بيت القرآن‎, бейт аль-к̣урʾа̄н) — музей в Бахрейне, специализирующийся на Коране. Музей построен в 1990 году в традиционном исламском стиле и считается одним из самых известных исламских музеев в мире. В нём хранятся рукописные издания Корана, собранные со всего исламского мира, научная и исламская литература, переводы Корана и другие представляющие значение материалы.

## Строительство
Строительство данного комплекса началось в 1984 году, а в марте 1990 года он был официально открыт Абдул-Латифом Джассимом Кану. Основу коллекции музея составляет личная коллекция редких рукописей и исламского искусства самого Кану. Музей был построен на пожертвования жителей Бахрейна. Коллекцию музея составляют рукописи из различных частей исламского мира, от Китая на востоке и до Испании на западе.

## Услуги
Дом Корана открыт для посетителей по субботам с 9 утра до 12 часов дня и средам 4 до 6 часов вечера. Внешне комплекс напоминает мечеть 12-го века. В нём десять выставочных залов, а также мечеть, библиотека, аудитории и медресе. Большой стеклянный купол охватывает большой зал и мечеть. Михраб покрыт синей керамической плиткой с выгравированным аятом аль-Курси.
Книжный фонд библиотеки состоит из более чем 50 000 книг и рукописей на трех языках — арабском, английском и французском. Библиотека и её читальные залы открыты для посетителей в течение всего рабочего дня, а для исследователей и специалистов предоставляются отдельные помещения.
В лекционном зале, который в основном используется для лекций и конференций, могут разместиться до 150 человек. Лекторов приглашают из многих стран, в том числе из США, Великобритании и Франции.

## Музей
Музей состоит из 10 залов, расположенных на двух этажах. В нём демонстрируются редкие рукописи Корана разных периодов, начиная с первого века хиджры (700 г.). В нём хранятся рукописи из Саудовской Аравии (Мекки и Медины), Дамаска и Багдада, написанные на пергаменте. Рукописи хранятся в специально созданных условиях для того, чтобы защитить их от повреждения. В музее хранятся редкие экземпляры Корана, напечатанные в 1694 г. в Германии; перевод Корана на латинский (1548 г.); первый экземпляр Корана, написанный во время правления халифа Усмана ибн Аффана; небольшие экземпляры Корана, которые можно прочитать только с помощью оптических приборов.
В музее хранятся зерна гороха и риса, на которых выгравированы коранические суры, а также работы исламских богословов, таких как Ибн Таймия и др.
Дом Корана считается единственным в мире музеем, который посвящён Корану и кораническим исследованиям.
Галерея

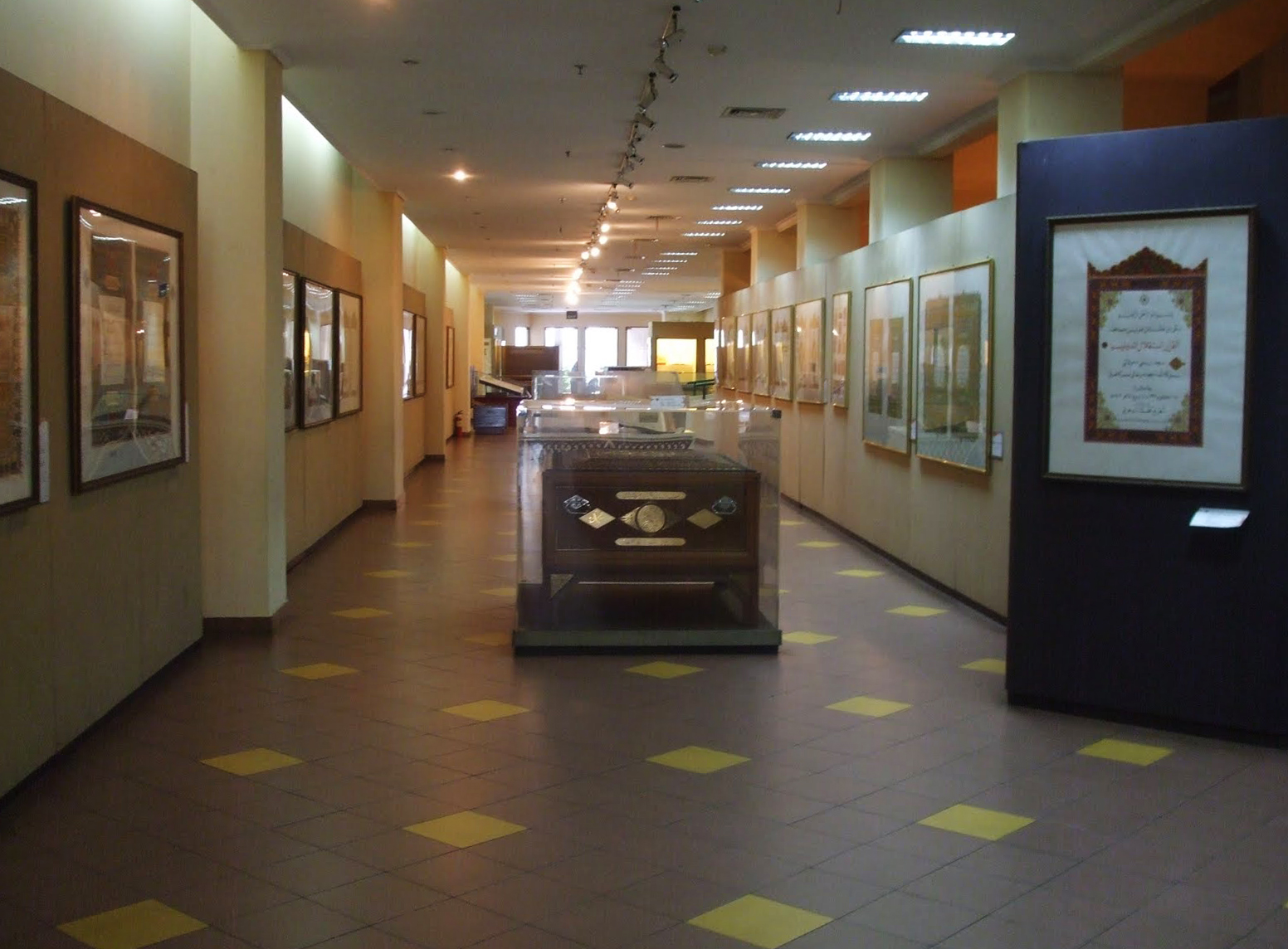
Внутренний вид музея
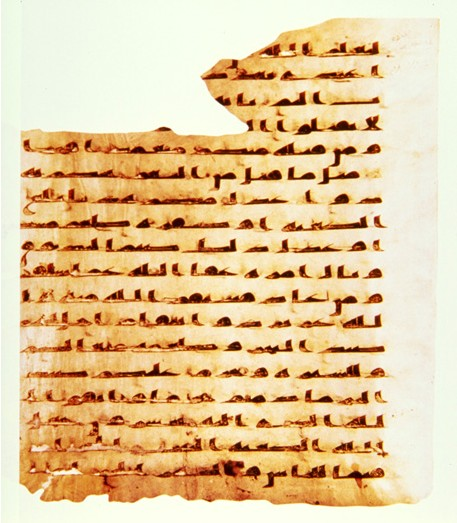
Кораническая рукопись на пергаменте содержащий аяты 94, 95, 96 и часть 97 из суры аль-Маида, хранящаяся в музее.
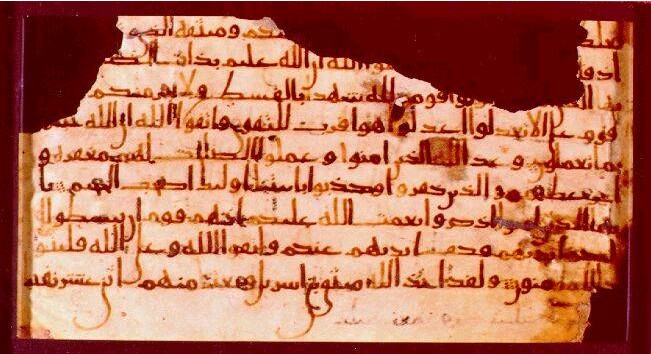
Ранняя куфическая рукопись Корана 7-го века, хранящаяся в музее.